# Imre Széchényi

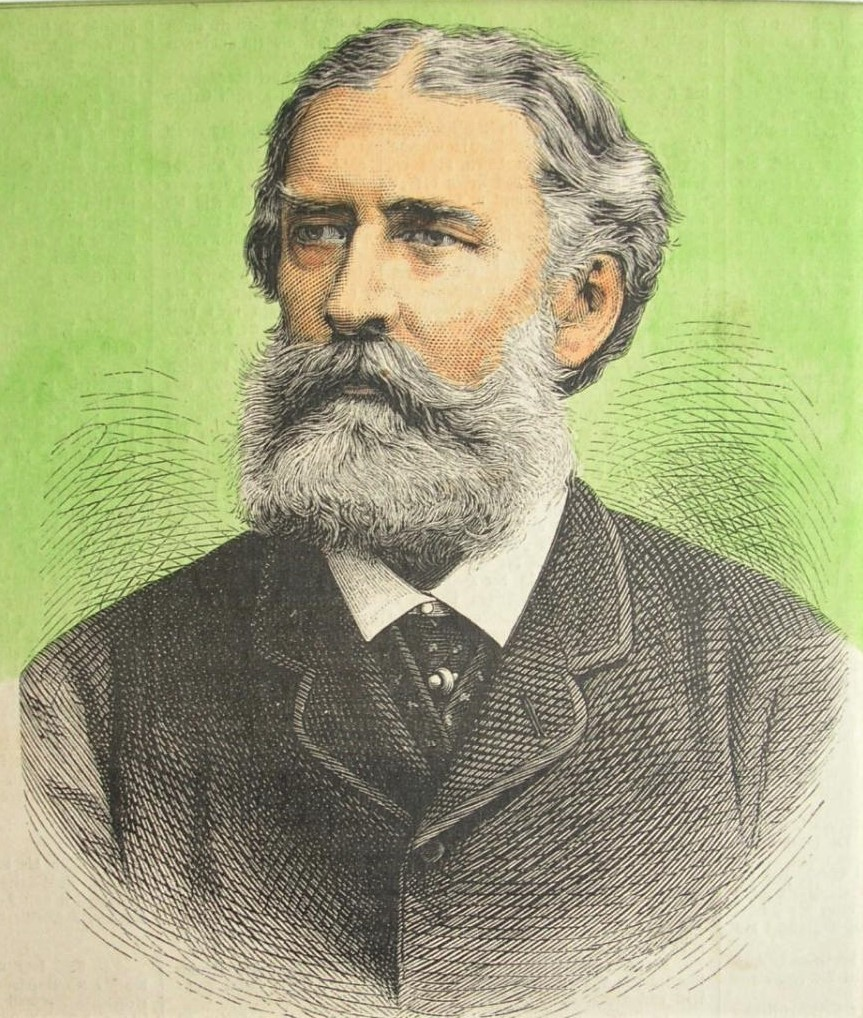
Emmerich Graf Széchenyi (1878)

Imre (Emmerich) Graf Széchényi von Sárvár und Felsővidék (* 15. Februar 1825 in Wien; † 11. März 1898 in Budapest) war ein ungarischer Großgrundbesitzer, sowie Diplomat und Politiker der Donaumonarchie.

## Leben

### Herkunft und Familie
Imre Széchényi stammte aus dem ungarischen Adelsgeschlecht der Széchenyi. Er war ein Enkel von Ferenc Széchényi (1754–1820), dem Stifter der Széchényi-Nationalbibliothek, sowie ältester Sohn von Ludwig (Lajos) Maria Aloys Széchényi (1781–1855) und dessen Frau Francisca (1797–1873), geb. von Wurmbrand-Stuppach. Ab 1865 war er mit Maria Alexandra (1843–1914) geb. von Sztáray-Szirmay verheiratet.

### Werdegang

Graf Széchényi (1884)

Széchényi genoss eine private Schulausbildung und studierte 1838 bis 1843 an der k.u. Rechtsakademie in Preßburg (heute: Bratislava). Mithilfe der Beziehungen seines Vaters trat er 1844 in den diplomatischen Dienst des Kaisertums Österreich, bis 1848 als k.k. Attaché an der österreichischen Gesandtschaft beim Heiligen Stuhl in Rom, dann 1848 bis 1860 als Legationssekretär im Rang eines Geschäftsträgers am schwedischen Hof in Stockholm (1848–1850), beim Deutschen Bundestag in Frankfurt am Main (1850–1852), am belgischen Hof in Brüssel (1852–1854) und am russischen Hof in St. Petersburg (1854–1860). In Stockholm und St. Petersburg diente er zeitweilig auch als Missionschef; in Frankfurt und St. Petersburg traf Széchényi wiederholt auf Otto von Bismarck.
Unter Außenminister Bernhard von Rechberg wurde Széchényi im März 1860 zum k.k. Gesandten und bevollmächtigten Minister am königl. sizilianischen Hof in Neapel ernannt. Das Königreich beider Sizilien befand sich zu dieser Zeit bereits in seiner Auflösung. Széchényi folgte König Franz II. erst noch nach Gaeta, dann ins Exil nach Rom; 1864 wurde er abberufen und in den einstweiligen Ruhestand versetzt.
Als Mitglied der Altkonservativen Partei wurde er 1865 Abgeordneter des ungarischen Reichstages, ab 1869 Mitglied des ungarischen Magnatenhauses. Unter Außenminister Gyula Andrássy wurde er erneut in den diplomatischen Dienst der seit 1867 durch den Ausgleich rekonstituierten Doppelmonarchie berufen, und 1878 zum k.u.k. Botschafter im Deutschen Kaiserreich ernannt. Diesen Posten bekleidete er bis zu seiner Entlassung in den Ruhestand am 10. Oktober 1892. Danach zog er sich auf seine Güter im ungarischen Horpács zurück. Széchényi war auch musikalisch tätig (u. a. als Komponist), und mit Franz von Liszt und Franz von Suppè befreundet.

## Ehrungen
- 1852: Kämmerer[1]
- 1867: Geheimer Rat[1]
- 1882: Großkreuz des ö.k. Leopold-Ordens[1]
- 13. August 1889: Schwarzer Adlerorden[5]
- 1889: Großkreuz des k.u. Sankt Stephans-Ordens[1]
- 1892: Ritter des Ordens vom Goldenen Vlies[1]